# Fernando Moner
Fernando Moner (født 30. december 1967) er en tidligere argentinsk fodboldspiller.